# Carlos Aldunate Errázuriz

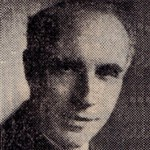
Carlos Aldunate Errázuriz

Carlos Aldunate Errázuriz (* 1880 in Santiago de Chile; † 14. August 1959 ebenda) war ein chilenischer Politiker der Konservativen Partei PC (Partido Conservador), der Traditionalistischen Partei PCT (Partido Conservador Tradicionalista) und zuletzt der Vereinigten Konservativen Partei PCU (Partido Conservador Unido), der von 1924 bis 1927 Mitglied der Abgeordnetenkammer (Cámara de Diputados) war, der zweiten Kammer des Nationalkongresses (Congreso Nacional), sowie 1931 Minister für Auswärtiges und Handel (Ministro de Relaciones Exteriores y de Comercio) und zugleich Minister für Land und Kolonialisierung (Ministro de Tierras y Colonización) war. Er war von 1935 bis 1937 Mitglied des Senats (Senado de la República), der ersten Parlamentskammer, sowie im Anschluss zwischen 1937 und 1939 Botschafter beim Heiligen Stuhl.

## Leben

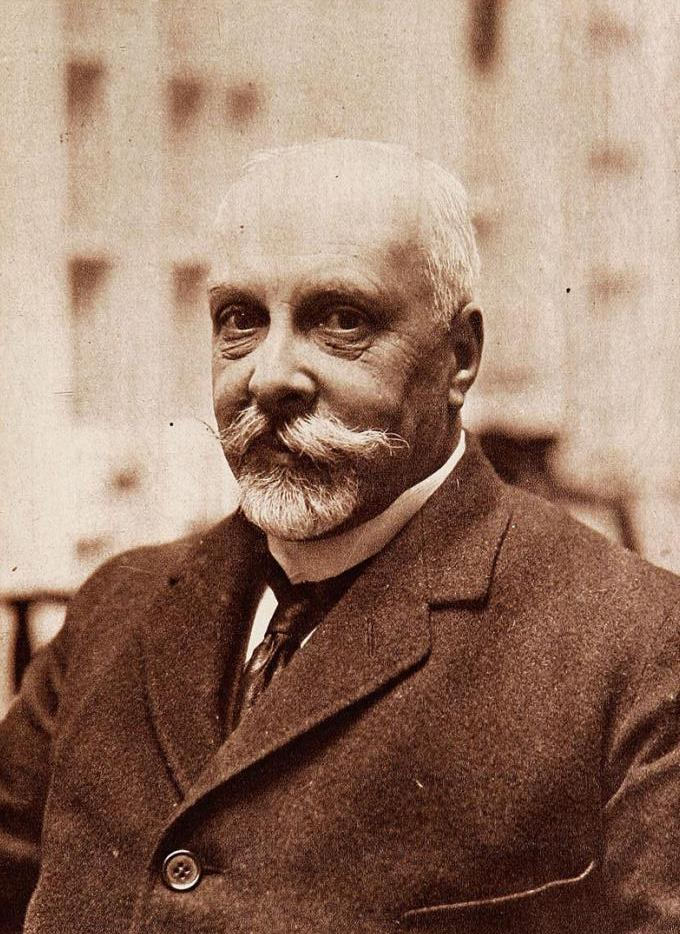
Sein Vater Carlos Aldunate Solar (1856–1931) war Senator, zwischen 1913 und 1914 Präsident des Senats sowie 1922 und 1924 bis 1925 Außenminister.

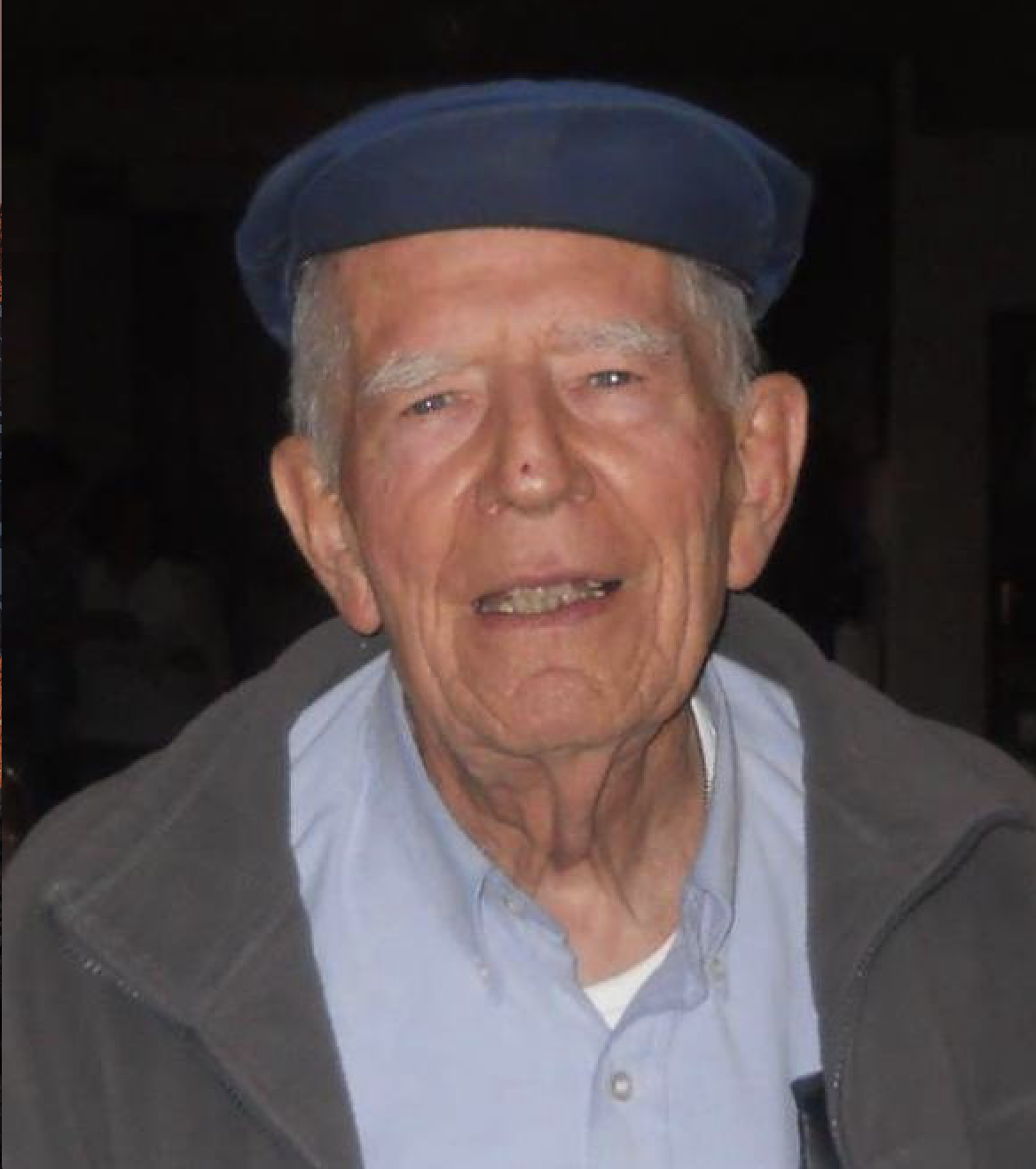
Einer seiner Kinder war der römisch-katholische Priester, Hochschullehrer und Autor Carlos Aldunate Lyon SJ (1916–2018).

Carlos Aldunate Errázuriz war ein Sohn des Politikers Carlos Aldunate Solar (1856–1931), der Senator, zwischen 1913 und 1914 Präsident des Senats sowie 1922 und 1924 bis 1925 Außenminister war, und Pelagia Errázuriz Echaurren. Sein jüngerer Bruder Fernando Aldunate Errázuriz (1895–1990) war zwischen 1937 und 1945 Mitglied der Abgeordnetenkammer sowie von 1945 bis 1953 Senator. Er selbst absolvierte ein Studium der Rechtswissenschaften, welches er mit der Abschlussarbeit „De las internaciones“ (‚Von den Internierungen‘) beendete. Nach seiner anwaltlichen Zulassung am 14. März 1911 nahm er eine Tätigkeit als Rechtsanwalt auf und lehrte zudem als Professor für Bergrecht an der Universidad de Chile.
Aldunate Errázuriz, der seit 1908 Mitglied der Konservativen Partei PC (Partido Conservador) war, wurde 1924 Mitglied der Abgeordnetenkammer (Cámara de Diputados) war, der zweiten Kammer des Nationalkongresses (Congreso Nacional), und vertrat in dieser bis 1927 den Wahlkreis „Quillota y Limache“. Während seiner Parlamentszugehörigkeit war er sowohl Mitglied des Ausschusses für auswärtige Angelegenheit und Religion (Comisión de Relaciones Exteriores y Culto) als auch des Ausschusses für Gesetzgebung und Justiz (Comisión de Legislación y Justicia). Während der Amtszeit von Staatspräsident Carlos Ibáñez del Campo übernahm er in dessen Kabinett vom 13. bis 22. Juli 1931 kurzzeitig die Posten als Minister für Auswärtiges und Handel (Ministro de Relaciones Exteriores y de Comercio) und zugleich als Minister für Land und Kolonialisierung (Ministro de Tierras y Colonización). Er engagierte sich als Mitglied des Gemeinderates von Ñuñoa, dem er für zwei Wahlperioden angehörte.
Carlos Aldunate Errázuriz kandidierte 1933 für die Konservative Partei im Provinzwahlkreis „V Colchagua“ für einen Sitz im Senat (Senado de la República), der ersten Parlamentskammer. Er zog nicht sofort in den Senat ein, allerdings rückte er am 9. Oktober 1934 als Senator nach und übernahm das Mandat von Arturo Dagnino Oliveri, der am 2. August 1934 verstorben war. Er war Mitglied der Ständigen Regierungskommission (Comisión Permanente de Gobierno) und gehörte dem Senat bis 1937 an. Diese knapp vierjährige Senatorenperiode war auf das Ungleichgewicht zurückzuführen, das durch die am 4. Juni 1932 ausgebrochene revolutionäre Bewegung (Movimiento revolucionario) hervorgerufen wurde. Nach den geltenden Vorschriften wurden Senatoren für vier Jahre gewählt, um die Wahl des Senats zu regulieren, obwohl verfassungsrechtlich eine Wahlzeit von acht Jahren vorgesehen war. Er war Berater und Präsident der Banco de Chile sowie Vizepräsident der Bankenvereinigung (Asociación de Bancos de la República). Als Nachfolger von Antonio Rodríguez wurde er schließlich 1937 Botschafter beim Heiligen Stuhl und verblieb auf diesem diplomatischen Posten bis 1939, woraufhin Luis David Cruz Ocampo ihn ablöste. Er war zwischen 1949 und 1953 Mitglied der Traditionalistischen Partei PCT (Partido Conservador Tradicionalista) und zuletzt von 1953 bis zu seinem Tode 1959 der Vereinigten Konservativen Partei PCU (Partido Conservador Unido)
Aus seiner 1914 geschlossenen Ehe mit Adriana Lyon Lynch gingen vier Kinder hervor, darunter der römisch-katholische Priester, Hochschullehrer und Autor Carlos Aldunate Lyon SJ (1916–2018).